# 부가생성물
부가생성물(adduct, 어덕트)은 모든 구성 요소의 모든 원자를 함유한 생성물이며, 두 개 이상 별개의 분자를 직접 첨가한 단일 반응물이다. 라틴어 adductus(~을 향해 빨려들어간)에서 유래된 말이다. 결과물은 뚜렷한 분자전구체로 간주된다. 예를 들어 과산화수소와 탄산나트륨 간의 부가생성물로 과탄산나트륨을 얻는 것과 알데히드에 아황산수소나트륨을 첨가하여 술폰산염을 얻는 것을 포함한다. 이것은 단지 하나의 생성물이 다른 분자를 직접 첨가함으로 생기는 단일 생성물로 간주될 수 있고, 모든 반응물 분자의 원자들을 구성한다.